# Arroyo Coronilla
El arroyo Coronilla es un curso de agua uruguayo que atraviesa los departamentos de Rivera y de Tacuarembó perteneciente a la cuenca hidrográfica del Río Uruguay.
Nace en la cuchilla de los Cerros Blancos, desemboca en el arroyo Caraguatá tras recorrer alrededor de 19 km.
- Datos: Q5705617